# 段勤
段 勤（だん きん、? - 359年）は、鮮卑段部の人物。段末波の子。

## 生涯
父の段末波は段部大人であった。
338年3月、段部が後趙により滅ぼされると、段勤は後趙に服属し、建義将軍に任じられた。
350年1月、後趙の武徳王李閔（後の冉閔）の専横により国が乱れると、これに反旗を翻す者が相次いだ。この混乱に乗じ、段勤は衆を率いて黎陽に移り、これを拠点とした。この時、趙王を自称して前燕に帰順した。
8月、段勤は同じく後趙から自立していた張賀度・劉国・靳豚と昌城で合流すると、結託して冉閔のいる鄴へ侵攻した。冉閔は行台都劉羣に王泰・崔通・周成を始めとした歩兵騎兵12万を与え、黄城に駐屯させた。また、冉閔自らも精鋭8万を率いて軍の後詰となった。両軍は蒼亭において戦闘となり、連合軍は大敗を喫し、靳豚が討ち取られた。後に段勤は立義将軍に任じられた。
352年3月、段勤は胡人数万を従えて繹幕に割拠すると、趙帝を自称した。4月、前燕の建鋒将軍慕容覇（後の慕容垂） らが段勤討伐の兵を挙げ、繹幕へ向かった。慕容覇が繹幕へ進出すると、段勤は弟の段思と共に城を挙げて降伏した。慕容儁は罪を赦し、尚書郎に任じた。
358年10月、常山の大樹が根元から倒れ、根の下より70の璧と73の珪が見つかり、いずれも光色は精奇であり、明らかにただ物ではない宝玉であった。慕容儁はこれを嶽神の命と捉え、段勤を派遣して、これらを太牢に祀らせた。
359年2月、東晋に寝返ろうとした罪で慕容儁の命により処刑された。弟の段思は逃亡した。

## 参考資料
- 『晋書』（列伝第三十三、慕容儁載記）
- 『資治通鑑』（巻第九十八、巻九十九、巻百）